# Keiviite-(Y)
La keiviite-(Y) è un minerale.